# Truncatoflabellum
Truncatoflabellum är ett släkte av koralldjur. Truncatoflabellum ingår i familjen Flabellidae.

## Dottertaxa tillTruncatoflabellum, i alfabetisk ordning[1]
- Truncatoflabellum aculeatum
- Truncatoflabellum angiostomum
- Truncatoflabellum angustum
- Truncatoflabellum arcuatum
- Truncatoflabellum australiensis
- Truncatoflabellum candeanum
- Truncatoflabellum carinatum
- Truncatoflabellum crassum
- Truncatoflabellum cumingii
- Truncatoflabellum dens
- Truncatoflabellum formosum
- Truncatoflabellum gardineri
- Truncatoflabellum inconstans
- Truncatoflabellum incrustatum
- Truncatoflabellum irregulare
- Truncatoflabellum macroeschara
- Truncatoflabellum martensii
- Truncatoflabellum mortenseni
- Truncatoflabellum multispinosum
- Truncatoflabellum paripavoninum
- Truncatoflabellum phoenix
- Truncatoflabellum pusillum
- Truncatoflabellum spheniscus
- Truncatoflabellum stabile
- Truncatoflabellum stokesii
- Truncatoflabellum trapezoideum
- Truncatoflabellum truncum
- Truncatoflabellum vanuatu
- Truncatoflabellum veroni
- Truncatoflabellum vigintifarium
- Truncatoflabellum zuluense